# Mikroregion Kuřimka
Mikroregion Kuřimka se rozkládá na západ od Brna okolo města Kuřim podél toku potoka Kuřimka. Mikroregion je tvořen čtyřmi obcemi — Chudčicemi, Veverskou Bítýškou, Moravskými Knínicemi a Kuřimí. 

## Obce sdružené v mikroregionu
- Chudčice
- Veverská Bítýška
- Moravské Knínice
- Kuřim